# Jill Biden
Jill Tracy Biden (de soltera, Jacobs; Hammonton, Nueva Jersey; 3 de junio de 1951) es una docente estadounidense, profesora de inglés en un colegio comunitario en Virginia. Fue la primera dama de los Estados Unidos desde el 20 de enero de 2021 hasta el 20 de enero de 2025 por ser la esposa del presidente Joe Biden.
También fue segunda dama de Estados Unidos desde el 20 de enero de 2009 hasta el 20 de enero de 2017 mientras su esposo se desempeñaba como vicepresidente bajo la presidencia de Barack Obama. Sin embargo, no renunció a su trabajo como docente, y combinaba su responsabilidad como segunda dama con sus responsabilidades académicas, siendo la primera segunda dama de Estados Unidos que tuvo un trabajo remunerado mientras su marido ocupaba la vicepresidencia del país. Continuó su trabajo como profesora universitaria una vez su marido alcanzó la presidencia, convirtiéndose en la primera primera dama de la historia de Estados Unidos en ejercer un trabajo remunerado fuera de la Casa Blanca.

## Biografía
Nació en Hammonton, Nueva Jersey, y creció en Willow Grove, Pensilvania, en el seno de una familia de clase trabajadora. Era la mayor de cinco hermanas. Su padre (de ascendencia italiana, al emigrar a Estados Unidos su familia cambió el apellido Giacoppo a Jacobs) trabajaba en un banco de ahorros y préstamos y su madre (de ascendencia inglesa y escocesa) era ama de casa. Desde los 15 años, explicó en una entrevista al The New York Times en 2008, buscó empleo para tener independencia.
Se graduó en 1969 en la Upper Moreland High School y posteriormente en la Universidad de Pensilvania estudió mercadotecnia de la moda. Sin embargo no le interesó y junto a su primer marido, Bill Stevenson, se matricularon juntos en la Universidad de Delaware.

### Trayectoria profesional
Se graduó en 1975 —según algunas fuentes en 1974— y empezó a trabajar como profesora sustituta en el sistema escolar de Wilmington. Posteriormente fue profesora de inglés a tiempo completo durante un año en la St. Mark's High School en Wilmington.
Conoció a Joe Biden en 1975. Fue el hermano de Joe quien les presentó. Jill se había ya separado de Bill Stevenson, de quien se divorció en 1976. Biden era entonces congresista y había enviudado tres años atrás. Su esposa Neilia y su hija Naomi, de apenas un año, murieron en un accidente de coche en 1972.
Mientras continuaba trabajando como profesora, en 1981 realizó un máster de Educación en la Universidad West Chester de Pensilvania.
De 1993 a 2008 fue profesora de Inglés en el campus de Stanton / Wilmington de Delaware Technical & Community College. También en la década de los 80 fue profesora en el programa para adolescentes en el hospital psiquiátrico Rockford Center durante cinco años.
En 1987 recibió su segundo título de posgrado en Inglés de la Universidad de Villanova.
Se doctoró en 2007 a los 56 años con una tesis doctoral sobre cómo disminuir el abandono escolar y retener a los estudiantes en los centros. Joe Biden hizo colocar un letrero en el exterior de la casa diciendo «Aquí viven la doctora y el senador Biden».
Desde 2009, es profesora de inglés en el Northern Virginia Community College y durante la época en la que fue segunda dama de Estados Unidos, compaginó su trabajo con las responsabilidades públicas como esposa del vicepresidente de Estados Unidos (2009-2017). Jill ha suspendido solo en dos ocasiones su trabajo: en 1981 durante dos años, cuando nació su hija Ashley, y en la primavera de 2020, para participar en la recta final de la campaña de Joe Biden como candidato a presidente de Estados Unidos en las elecciones presidenciales de 2020. 

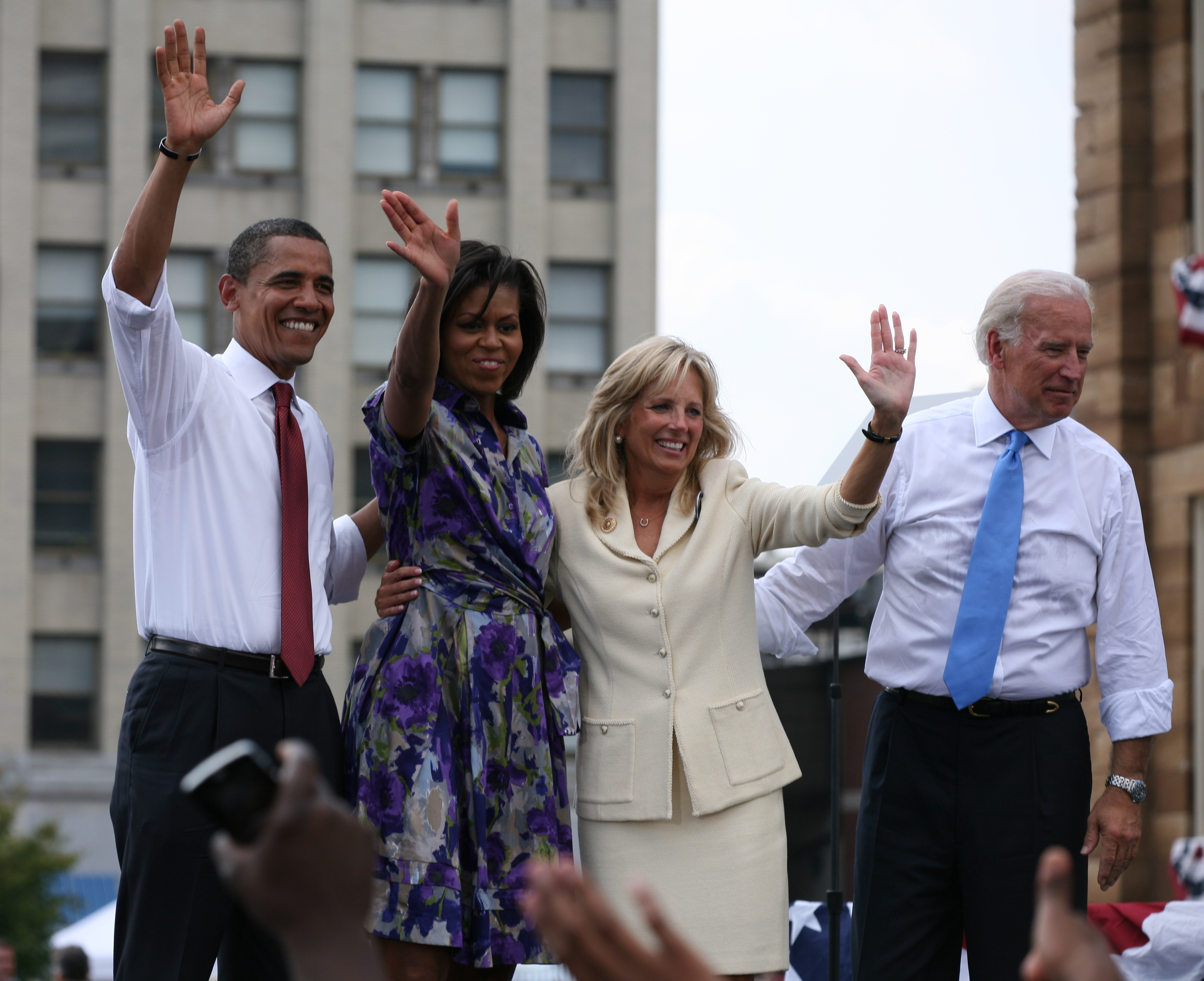
Agosto de 2008, inicio de la campaña de Obama y Biden como presidente y vicepresidente.

En su discurso en la Convención Nacional Demócrata de 2020, Jill habló de la relación con su marido, explicó cómo fue verlo regresar al trabajo cuatro días después de la muerte de su hijo Beau y señaló las razones por los que la ciudadanía estadounidense debía votarle:

Necesitamos un liderazgo digno de nuestra nación. Digno de ustedes. Liderazgo honesto para unirnos nuevamente, para recuperarnos de esta pandemia y prepararnos para lo que sea que venga después. Liderazgo para reinventar lo que será nuestra nación. Ese es Joe. Él y Kamala trabajarán tan duro como ustedes, todos los días, para mejorar esta nación. Y si tengo el honor de ser su primera dama, también lo haré.

Cuando terminó su intervención Joe Biden entró en el aula desde donde estaba hablando Jill y señaló «Gran trabajo, soy su marido. (...) nada la detiene cuando se lo propone».
Es la fundadora de la organización sin ánimo de lucro Biden Breast Health Initiative, cofundó el programa Book Buddies y está activa en la organización sin fines de lucro Delaware Boots on the Ground.

## Vida personal

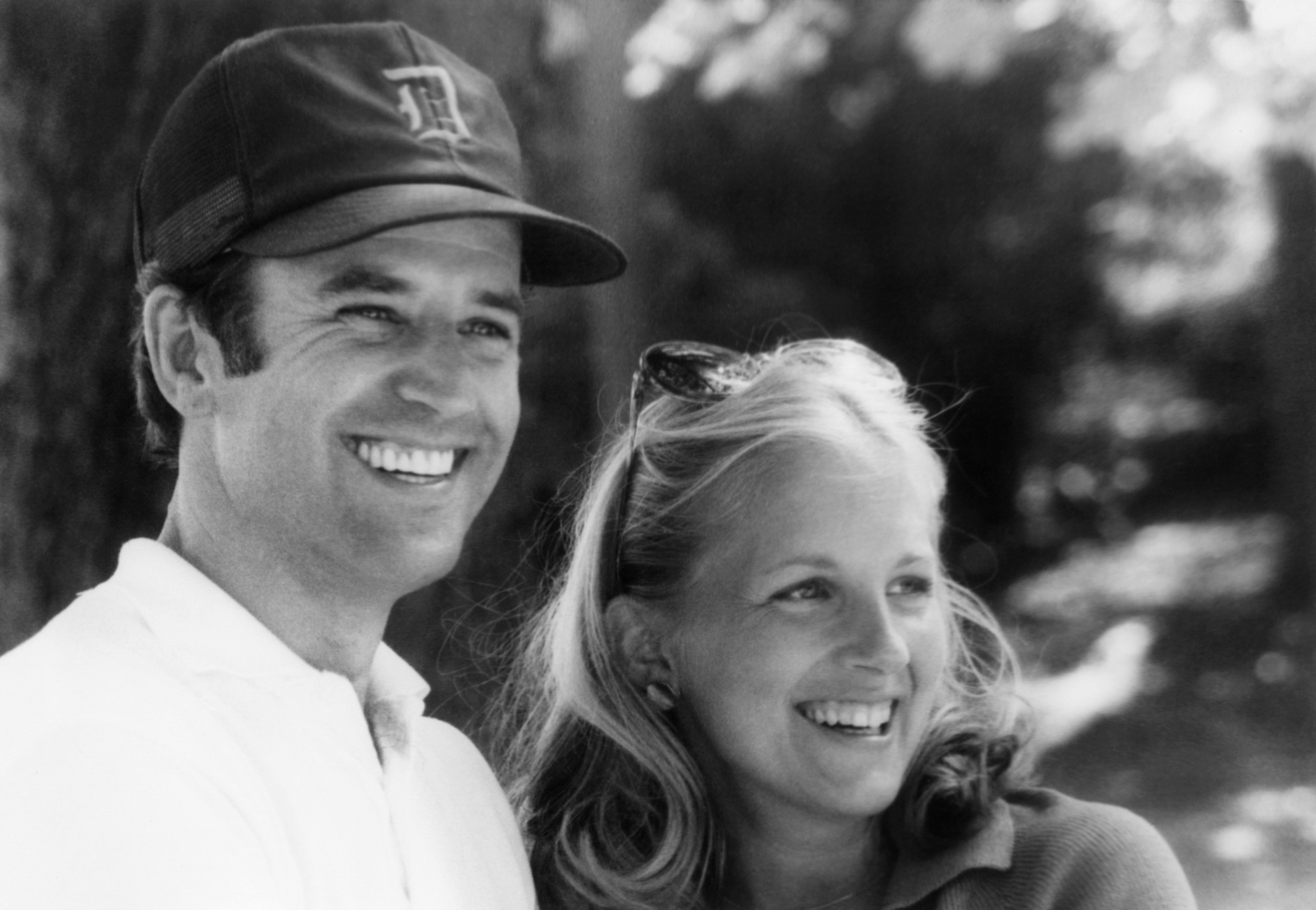
Joe y Jill Biden a mediados de los años 70.

Jill se ha casado en dos ocasiones. Su primer matrimonio con Bill Stevenson duró poco más de cinco años. Se divorciaron en 1976. Jill y Joe se casaron el 17 de junio de 1977 en la capilla de la sede de Naciones Unidas en Nueva York y la familia mantuvo su residencia en Wilmington (Delaware). Tienen en común una hija, Ashley Biden, nacida el 8 de junio de 1981. Joe Biden, que había enviudado tres años antes, es padre de otros dos hijos, Beau y Hunter.